# Manuel Angelon i Broquetas

Gran Creu de l'Ordre d'Isabel la Catòlica de la qual n'era posseïdor

Manuel Angelon i Broquetas (Lleida, 25 d'abril del 1831 - Barcelona, 7 de maig del 1889) va ser un escriptor, dramaturg i periodista català.
Fill de Manuel Angelon i de Bàrbara Broquetas i Duran, natural de Barcelona. Casat amb Adela Coll. Estudià dret a Barcelona i a Madrid, però mai fou advocat. Treballà, això sí, de secretari i administrador d'importants societats financeres, com ara el Foment de l'Eixample.
Com a dramaturg, Angelon figura entre els fundadors del teatre català modern. Les seves obres constitueixen un repertori acolorit i brillant, amb voluntat exemplar i moralitzadora. Entre altres va escriure la sarsuela Setze jutges el 1858, que va merèixer l'aplaudiment del públic durant quasi 50 anys. Va escriure diverses novel·les tant històriques, socials, com polítiques; i de fet és considerat com el primer escriptor dels drames romàntics en llengua catalana per la novel·la La verge de les Mercès (1856). Aquesta obra i els contactes que mantenia amb el felibrisme occità situen Manuel Angelon dins del moviment cultural de la renaixença catalana.

## Obres
A més va escriure:
- La Verge de les Mercès, drama en cinc actes (1856)
- El Angel de la paz (1856)
- La Bolsa (1857)
- Espejo de honra y amor, sarsuela en tres actes (1862)
- ¡Pobre Madre!, drama en cinc actes (1863)
- Llum y fum, drama en tres actes (1876).[4]

Les seves novel·les d'estil romàntic es distingeixen pel seu fons exemplar, amenitat i castedat de llenguatge. S'han de citar:
- Los misterios del pueblo español durante veinte siglos
- El pendón de Santa Eulalia ó los fueros de Cataluña (1858)
- Crimenes célebres españoles (1859)
- Historia de Isabel II (1860)
- ¡Atrás el extranjero! (1861)
- Treinta años de la vida de un jugador (1862)
- El alojado (1863)
- Rigoletto
- Flor de un dia
- Espinas de una flor
- El abismo de las honras.

Com escriptor satíric, dirigí i col·laborà en alguns diaris: El Áncora (1850), El Comercio (1860), La Flaca (1868), La Ilustración Artistica i d'altres.
Era individu de número de la Reial Acadèmia de Bones Lletres de Barcelona i comanador de l'Orde d'Isabel la Catòlica 7 de maig de 1889